# OHSAS 18001
OHSAS 18001 là Tiêu chuẩn về Hệ thống quản lý An toàn sức khỏe nghề nghiệp do Viện tiêu chuẩn Anh xây dựng và ban hành. OHSAS là viết tắt của cụm từ tiếng Anh: Occupational Health and Safety Assessment Series.
Các OHSAS 18001 được ban hành bởi BSI vào năm 1999 và sửa đổi năm 2007, là tiêu chuẩn để một tổ chức có thể được cấp giấy chứng nhận phù hợp. Việc chứng nhận OHSAS khẳng định việc thực hiện tự nguyện một hệ thống đảm bảo một sự giám sát đầy đủ về an toàn và sức khỏe của người lao động trong tổ chức, ngoài việc tuân thủ các tiêu chuẩn bắt buộc.
Tiêu chuẩn OHSAS 18001 đưa ra những yêu cầu được sử dụng như một khuôn khổ cho một Hệ thống quản lý an toàn sức khỏe nghề nghiệp cho một tổ chức. Tiêu chuẩn này cũng được sử dụng cho mục đích đánh giá chứng nhận phù hợp và cấp giấy chứng nhận phù hợp cho một Hệ thống quản lý an toàn sức khỏe nghề nghiệp.
Năm 2000, Viện tiêu chuẩn Anh xuất bản một hướng dẫn đặc biệt cho tiêu chuẩn này, OHSAS 18002: Hệ thống quản lý an toàn và sức khỏe nghề nghiệp - Hướng dẫn việc thực hiện OHSAS 18001. Đồng thời, năm 2008, cơ quan ban hành cũng cho xuất bản lần 2 ấn bản này nhằm phù hợp với các yêu cầu của OHSAS 18001.
Các doanh nghiệp khi xây dựng hệ thống OHSAS thường tích hợp nó vào một hệ thống quản lý tích hợp.

## Nội dung chính của OHSAS 18001
Các nội dung chính của tiêu chuẩn OHSAS 18001 bao gồm:
1) Phạm vi
2) Các tài liệu tham chiếu
3) Thuật ngữ và các định nghĩa
4) Các yêu cầu đối với một hệ thống quản lý an toàn sức khỏe nghề nghiệp
4.1) Các yêu cầu chung
4.2) Chính sách an toàn sức khỏe nghề nghiệp
4.3) Hoạch định
4.3.1) Xác định mối nguy, đánh giá rủi ro và kiểm soát rủi ro
4.3.2) Các yêu cầu pháp luật và yêu cầu khác
4.3.3) Mục tiêu và (các) chương trình
4.4) Thực hiện và điều hành
4.4.1) Nguồn lực, vai trò, trách nhiệm và quyền hạn
4.4.2) Năng lực, nhận thức và đào tạo
4.4.3) Trao đổi thông tin, tham gia và tham vấn
4.4.4) Hệ thống tài liệu
4.4.5) Kiểm soát tài liệu
4.4.6) Kiểm soát điều hành
4.4.7) Chuẩn bị và ứng phó với tình trạng khẩn cấp
4.5) Kiểm tra
4.5.1) Theo dõi và đo lường kết quả hoạt động
4.5.2) Đánh giá sự tuân thủ
4.5.3) Điều tra sự cố, sự không phù hợp, hành động khắc phục và hành động phòng ngừa
4.5.4) Kiểm soát hồ sơ
4.5.5) Đánh giá nội bộ
4.6) Xem xét của lãnh đạo.